# Szkoła hebrajska w Sejnach (Stara Poczta)
Szkoła hebrajska w Sejnach (Stara Poczta) – budynek dawnej szkoły żydowskiej znajdujący się w Sejnach, obecnie siedziba Ośrodka „Pogranicze – sztuk, kultur, narodów”.
Początki budynku sięgają połowy XIX wieku. Pierwotnie mieściła w nim świecka szkoła żydowska, której założycielem był Tuwie Pinkas Szapiro. Szkoła związana była z nurtem żydowskiego oświecenia określanego jako Haskala.
Od końca XIX wieku do początku lat 90. XX wieku w budynku mieściła się poczta, stąd potoczne określenie budynku Stara Poczta. W latach 90. XX wieku miasto nabyło budynek od spadkobiercy dawnych właścicieli, zaś w 1997 przekazało nieodpłatnie Ośrodkowi „Pogranicze” na cele kulturalno-oświatowe. W kolejnych latach budynek został wyremontowany, zaś w 2002 otworzono go jako „Dom Pogranicza”.
W 1994 obiekt został wpisany do rejestru zabytków (numer 1011). Obok znajduje się zabytkowy budynek dawnej synagogi w Sejnach.